# Leocomiopsis scaramuzzai
Leocomiopsis scaramuzzai är en insektsart som beskrevs av Metcalf och Bruner 1944. Leocomiopsis scaramuzzai ingår i släktet Leocomiopsis och familjen spottstritar. Inga underarter finns listade i Catalogue of Life.